# Trimerocephalus
Trimerocephalus – rodzaj stawonogów z wymarłej gromady trylobitów, z rzędu Phacopida. Żył w okresie dewonu. Jego skamieniałości znaleziono w Maroku i Europie.
Niektóre gatunki:
- Trimerocephalus lelievrei, Maroko (Crônier i Feist, 1997)[3]
- Trimerocephalus mastophthalmus, Polska, Niemcy, Wielka Brytania, (Richter, 1856)[3]
- Trimerocephalus caecus, Północna Afryka (Alberti 1970)[3]
- Trimerocephalus interruptus, Polska - kamieniołom Kowala, Góry Świętokrzyskie, (Berkowski, 1991)[3]
- Trimerocephalus polonicus, Polska - kamieniołom Kadzielnia, (Osmólska, 1958)[3]
- Trimerocephalus dianopsoides (Osmólska, 1963)[3]